# Zhou Yuyu
Zhou Yuyu, född 23 april 1911, död 21 oktober 1994, var en friidrottare från Kina. Han deltog vid olympiska sommarspelen 1936.